# 三角碼頭

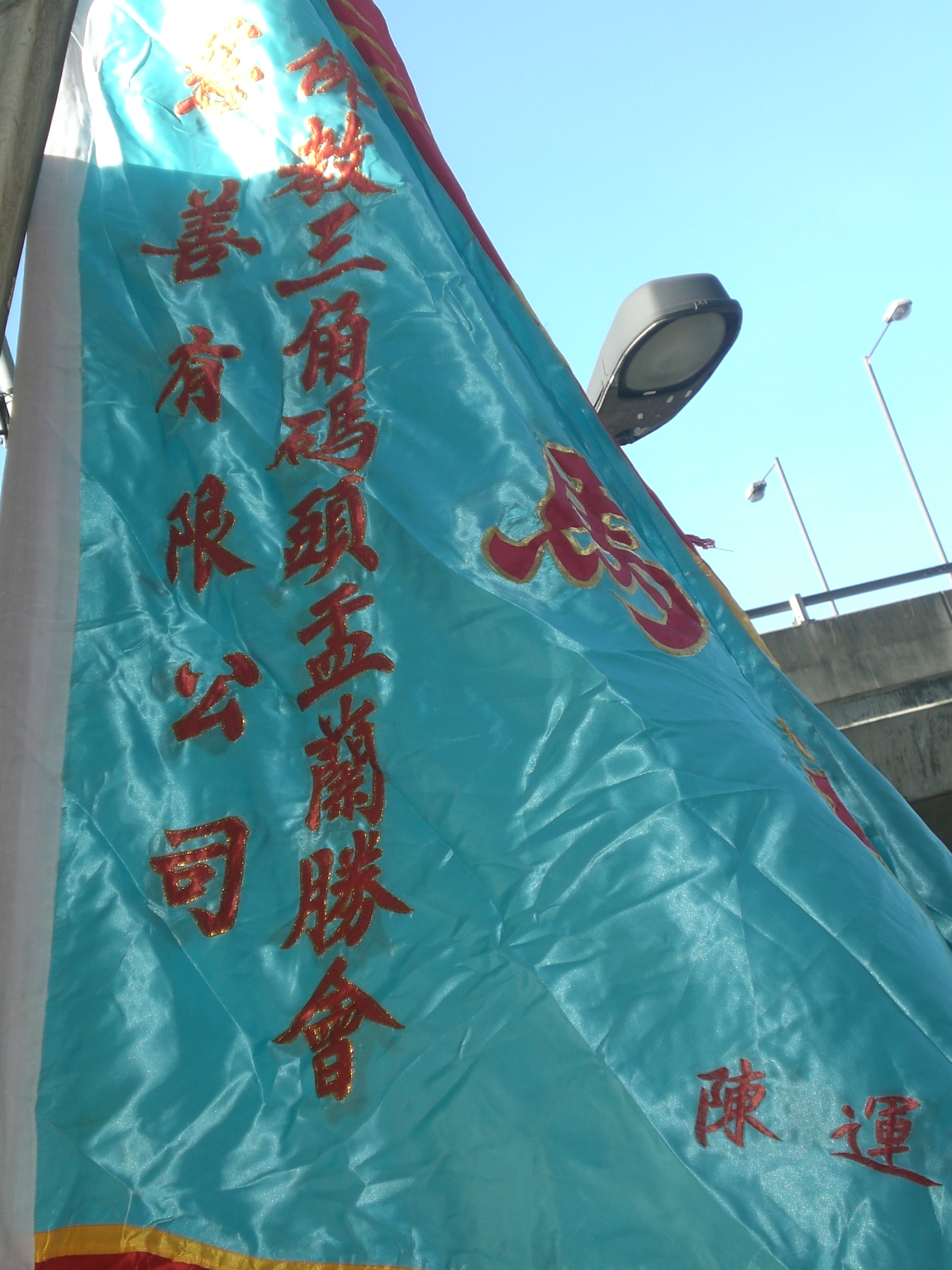
三角碼頭孟蘭盛會旗

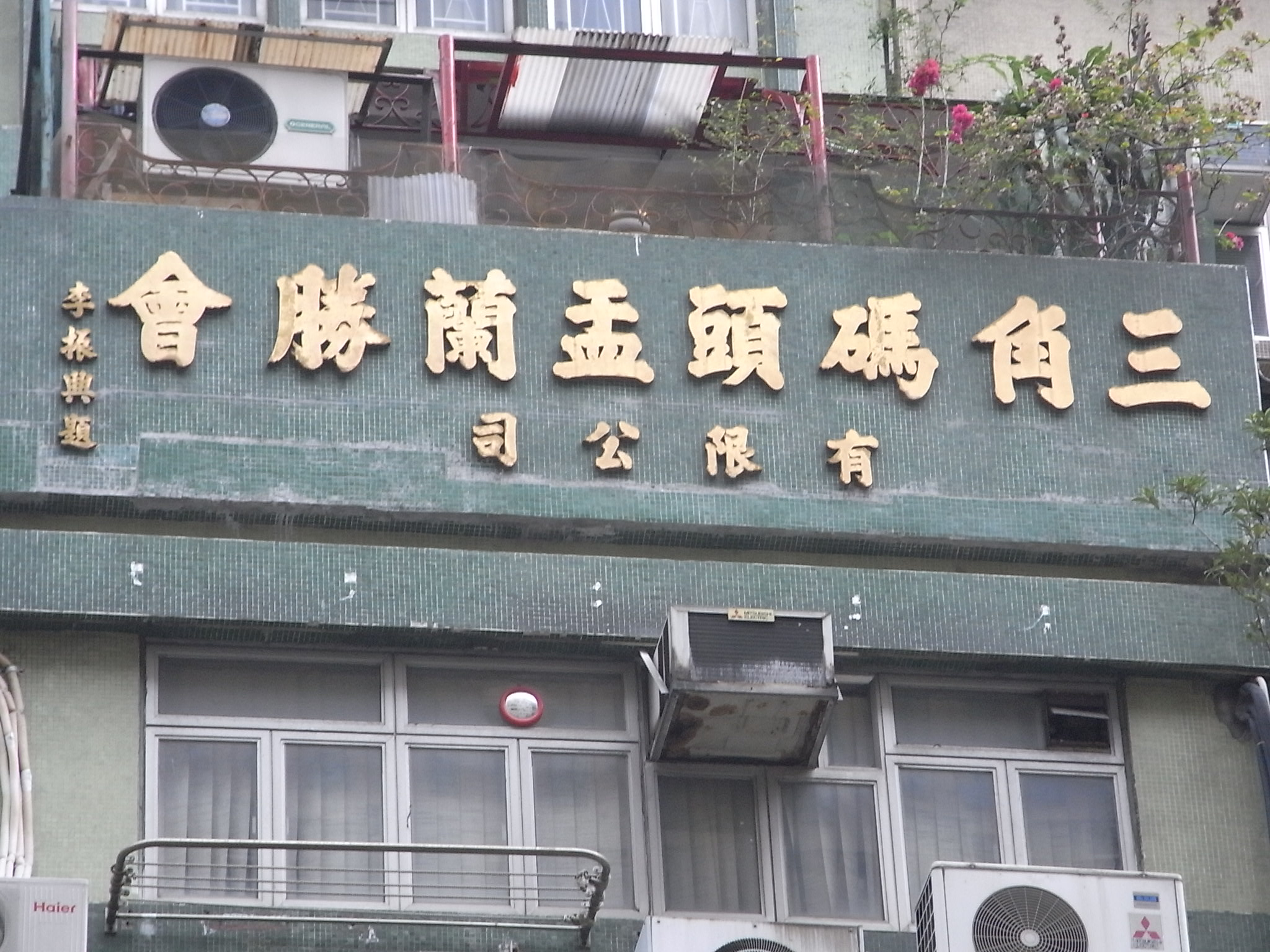
三角碼頭孟蘭盛會有限公司

三角碼頭，又名永樂街碼頭，是香港歷史上的一個碼頭，位於永樂街以西，現在上環消防局和皇后街之間。三角碼頭一名源於該處一塊三角位的地皮，現在建築物名為德輔道西9號，以北就是永樂街碼頭。

## 歷史
18世紀尾至19世紀中，香港已經是一個商貿運輸繁忙的轉口港，連接珠三角、廣州、福建、潮州、東南亞等港口，尤以香港島北岸為首，附近有南北行等，沿岸有不少散貨碼頭。聘任碼頭工人（俗稱碼頭咕哩）搬運貨物，更不少是潮州人。
香港淪陷之時，日軍在三角碼頭殺死不少香港人，當地居民為求安定人心，就暗地裏每年農曆七月拜祭。這就是三角碼頭盂蘭勝會的雛形，而戰後至今一直繼續。

## 鄰近
- 干諾道西
- 永樂街
- 高陞街
- 皇后大道西
- 德輔道西